# Батиметрическая съёмка

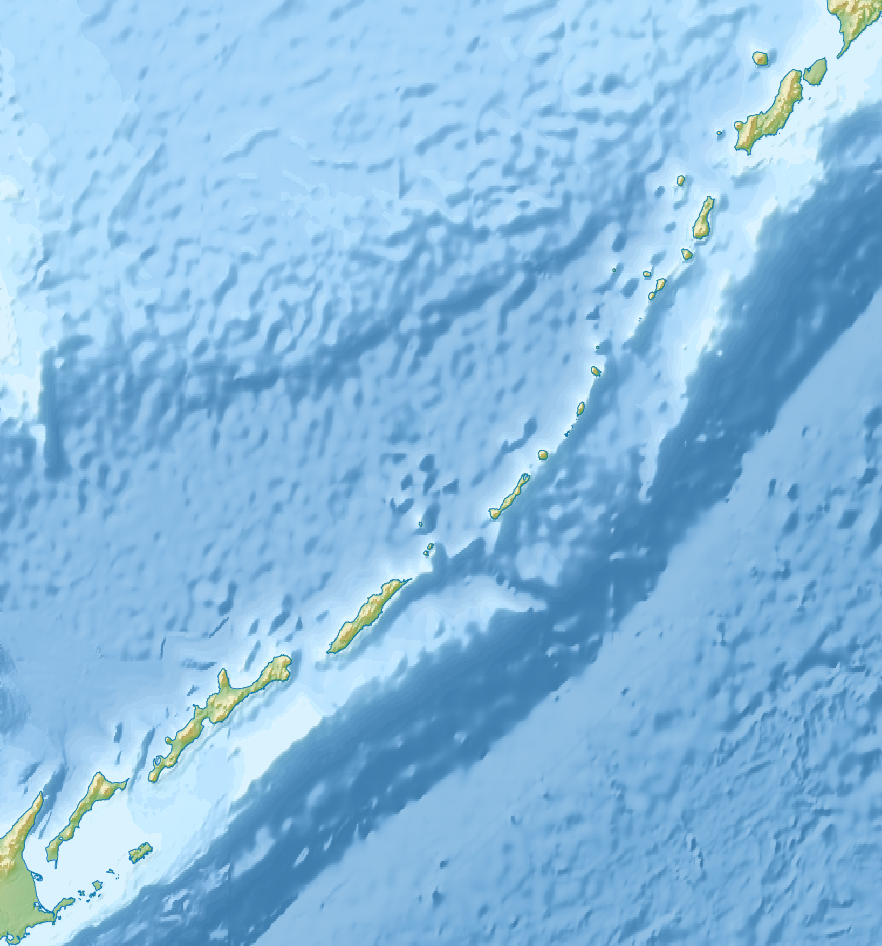
Рельеф морского дна возле Курильских островов

Батиметрическая съёмка — процесс сбора данных о глубинах (батиметрии) в зоне исследования. Выполняется с помощью специальных технических средств, в особых случаях может выполняться вручную. После необходимой обработки результаты батиметрической съёмки представляют собой массив геореференцированных данных, содержащий информацию о пространственном распределении глубин в зоне исследования. В зависимости от выбранной системы координат каждая глубина представляется в виде совокупности 3 значений:
- BLZ (Географическая широта; географическая долгота; глубина), либо
- XYZ (Прямоугольные широта и долгота, в зависимости от выбранной проекции; глубина)

В дальнейшем батиметрические данные (батиметрия) могут быть использованы для общего анализа рельефа дна и картосоставления либо решения прикладных задач (анализ заносимости, контроль за дноуглубительными работами и прочее).